# Zahi Hawass

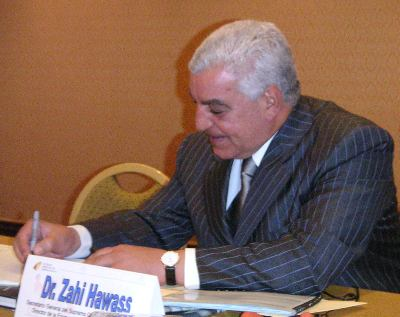
Zahi Hawass podepisuje svou biografii (srpen 2003)

Zahi Hawass (arabsky زاهي حواس‎, Zāhī Ḥawāss; * 28. května 1947 Damietta, Egypt) bývalý generální tajemník Nejvyšší rady pro památky Egypta (SCA). V roce 1980 získal Fulbrightovo stipendium ke studiu na University of Pennsylvania, kde získal doktorát v roce 1987. Pro své časté vystupování v dokumentárních pořadech o egyptské civilizaci se stal mezinárodně známým i mimo archeologické kruhy, ačkoliv mu někteří kritici vytýkali nedostatek solidních archeologických znalostí.[zdroj?] V létě roku 2011 pod tlakem změn v Egyptě uvedenou funkci opustil.

## Vyznamenání
- Národní řád za zásluhy I. třídy – Alžírsko, 2007
- komandér Řádu umění a literatury – Francie, 2007[2]
- komtur Řádu zásluh o Italskou republiku – Itálie, 2. června 2007[3]
- rytíř Řádu umění a literatury – Španělsko, 27. března 2009[4]
- velkokříž Řádu peruánského slunce – Peru, 2011[5]
- velká čestná dekorace ve stříbře s hvězdou Čestného odznaku Za zásluhy o Rakouskou republiku – Rakousko, 2010[6]
- velkokříž Řádu za zásluhy – Egypt
- Cena Emmy v roce 2006 v kategorii zahraničních televizních filmů (International TV Film) za komentář k filmu CBS Egyptian special z roku 2005. Zahi Hawaas se stal historicky prvním Egypťanem, který obdržel tuto cenu.[7]